# Heinz-Erich Wichmann
Heinz-Erich Wichmann (* 20. April 1946 in Elmshorn, oft H.-Erich Wichmann) ist Epidemiologe sowie Universitätsprofessor.

## Ausbildung
H.-Erich Wichmann studierte Physik und Medizin an der Universität zu Köln. 1976 wurde er in Theoretischer Physik bei Peter Mittelstaedt zum Dr. rer. nat. und 1983 in Medizin zum Dr. med. promoviert. Erich Wichmann habilitierte sich in Biomathematik, Medizinischer Dokumentation und Statistik.

## Akademische Karriere
Von 1983 bis 1988 war er Abteilungsleiter für Biostatistik am Medizinischen Institut für Umwelthygiene der Heinrich-Heine-Universität Düsseldorf. Danach war Wichmann bis 1995 als Direktor sowie Leiter des Fachgebiets Arbeitssicherheit und Umweltmedizin an der Bergischen Universität Wuppertal tätig. Im Jahre 1990 kam er ans heutige Helmholtz-Zentrum München – Deutsches Forschungszentrum für Gesundheit und Umwelt (damals: GSF), in dem er am Institut für Epidemiologie (EPI), dessen zentrales Institutsziel die Untersuchung der Rolle von Umwelteinflüssen sowie genetischen Veranlagungen auf die menschliche Gesundheit mit epidemiologischen Methoden darstellt, arbeitet. Zusätzlich ist er seit 1995 C4-Professor und Inhaber des Lehrstuhls für Epidemiologie (am Institut für Medizinische Informationsverarbeitung, Biometrie und Epidemiologie [IBE] an der Medizinischen Fakultät; Projekt/interdisziplinär auch: Münchener Zentrum für Gesundheitswissenschaften [Munich Center of Health Sciences/MC-Health]) an der Ludwig-Maximilians-Universität München. Beide Lehrstühle werden als Einheit mit dem Arbeitsschwerpunkt im Oberschleißheimer Ortsteil Neuherberg geführt und von Wichmann in Personalunion geleitet.
Er war Präsident epidemiologischer Fachgesellschaften. Ferner war er Mitglied wichtiger wissenschaftlicher Beratungsgremien der Weltgesundheitsorganisation, der Maximale-Arbeitsplatz-Konzentrations-/MAK-(Werte-)Kommission sowie der Strahlenschutzkommission. Wichmanns wissenschaftliche Arbeitsschwerpunkte liegen innerhalb der Disziplin der Epidemiologie, die sich mit der Verteilung von Krankheiten in der Bevölkerung und den Risikofaktoren dieser Krankheiten befasst. Als spezielle Schwerpunkte haben sich die umweltmedizinische und in jüngster Zeit auch die genetische Forschung sowie das Biobanking herauskristallisiert.

## Öffentliches Wirken
Einer breiten Öffentlichkeit bekannt wurde Heinz-Erich Wichmann durch sein Engagement sowie verschiedene Veröffentlichungen zur Feinstaubproblematik, die ab 2005 nach Einführung der schärferen EU-Grenzwerte (u. a. für PM10) diskutiert wurden. Wichmann wies in diesem Zusammenhang stets darauf hin, dass der kohlenstoffhaltige Feinstaub, wie er unter anderem von Diesel-Verbrennungsmotoren erzeugt wird, die große gesundheitliche Gefahr für den Menschen darstellt und weniger der allgemeine Feinstaub, der hauptsächlich natürlichen Ursprungs ist.

## Werke
Insgesamt sind von Wichmann über 916 wissenschaftliche Arbeiten in PubMed gelistet (Stand März 2016, alle Arbeitsgebiete).
- Studien zu Radon
- Mit Hans-Werner Schlipköter (†) sowie Georges Michael Fülgraff: Handbuch der Umweltmedizin. Toxikologie – Epidemiologie – Hygiene – Belastungen – Wirkungen – Diagnostik – Prophylaxe. (Loseblattwerk in 5 Ordnern; Aktualisierung: zirka 2-mal jährlich) ecomed Medizin, Verlagsgruppe Hüthig Jehle Rehm, Heidelberg. ISBN 978-3-609-71180-5.
- Positive gesundheitliche Auswirkungen des Einsatzes von Partikelfiltern bei Dieselfahrzeugen - Risikoabschätzung für die Mortalität in Deutschland

## Ehrungen
Wichmann wurde durch mehrere nationale sowie internationale Auszeichnungen geehrt.
Unter anderem:
- Ludwig Heilmeyer-Medaille in Silber (1984)
- Bayerische Staatsmedaille für Verdienste um Umwelt und Gesundheit (2005).
- Verdienstkreuz 1. Klasse des Verdienstordens der Bundesrepublik Deutschland (2018)